# Kościół Chrystusa Nauczyciela w Ostrowcu Świętokrzyskim
Kościół Chrystusa Nauczyciela w Ostrowcu Świętokrzyskim – rzymskokatolicki kościół parafialny należący do parafii pod tym samym wezwaniem (dekanat Ostrowiec Świętokrzyski diecezji sandomierskiej). Znajduje się na ostrowieckim osiedlu Kolonia Robotnicza.
Świątynia jest budowana od maja 2007 roku według projektu inżyniera Zbigniewa Grządziela. W tym właśnie miesiącu biskup Marian Zimałek poświęcił plac przygotowany pod budowę nowego kościoła. Fundamenty powstającej świątyni poświęcił z kolei biskup Andrzej Dzięga w dniu 16 grudnia 2007 roku. Kościół nie jest jeszcze całkowicie ukończony, ale wyraźnie widać w nim elementy stylu postmodernistycznego. Jest to ceglana, trzynawowa budowla w formie bazylikowej, charakteryzująca się niższymi nawami bocznymi zakończonymi na rogach ćwierćkolistymi ścianami. Także prezbiterium jest niższe od nawy głównej i zakończone półkoliście. Na frontonie jest umieszczona wysoka wieża, w której ostrosłupowy dach wyrasta spomiędzy czterech półkolistych szczytów ścian ozdobionych krzyżami. Na trójspadowym zakończeniu dachu nawy jest umieszczona wieżyczka z krzyżem. Charakterystycznymi dla architektury postmodernicznej, powtarzającymi się detalami, są w tej budowli łukowate okna częściowo wypełnione przez półkoliste ścianki oraz także półkoliste, chociaż rozdzielone, szczyty nad oknami i na zakończeniach tylnych ścian.